# Beleg van Kojinyama
Het Beleg van Kojinyama was een slag tijdens de Japanse Sengoku-periode. Het beleg vond plaats in 1544 en was een van de stappen van Takeda Shingen om zijn macht in de provincie Shinano te vergroten. Het was een vervolg op eerdere veroveringen in de Imavallei. Het fort Kojinyama was in handen van Tozawa Yorichika, een vazal van Takato Yoritsugu, die twee jaar eerder eveneens tegenover Shingen stond bij het Beleg van Fukuyo.